# Crkva sv. Andrije u Kijevu
Crkva sv. Andrije ili Andrijevska crkva (ukrajinski: Андріївська церква) je glavna barokna crkva u Kijevu, glavnom gradu Ukrajine. Središte je Ukrajinske autokefalne pravoslavne crkve.
Crkva je izgrađena od 1747. do 1754., prema projektu talijanskog arhitekta Bartolomeja Rastrellija. Ponekad se pogrešno naziva katedralom. Dio je Nacionalnog svetišta "Sofija Kijevska" kao orijentir kulturne baštine.
Crkva Svetog Andrije gleda na povijesnu četvrt Podil, gdje je nastala kijevska trgovina i industrija. Nalazi se na strmom brdu, koje je po crkvi dobilo ime Andrijevsko brdo. To je trenutno jedna od četiri arhitektonskih znamenitosti Ukrajine, koje se nalaze na popisu najvećih blaga čovječanstva na pet kontinenata.
Kako crkva sjedi na vrhu brda, temeljni problemi su temelji crkve. U novije vrijeme, temelj ispod crkve se počeo mijenjati, što uzrokuje zabrinutost da bi mogao propasti.